# Janko Šimrak
Janko Šimrak (Šimraki u središnjem Žumberku, 1883. – Križevci, 9. kolovoza 1946.) bio je biskup grkokatoličke Križevačke biskupije, doktor teologije, novinski urednik i jedan od osnivača Hrvatske pučke stranke. Stric je Ivana Šimraka. Pisao je pod pseudonimom Kostadin Bohačevski.

## Rane godine i obrazovanje
Rođen je 29. svibnja 1883. u žumberačkome selu Šimrakima (ponekad se navodi da je rođen u obližnjem selu Tisovcu). Kršten je u župnoj crkvi sv. Ivana Krstitelja u Grabru. Nakon osnovne škole u Mrzlome Polju u Žumberku i gimnazije u Grkokatoličkom sjemeništu u Zagrebu, filozofsko-teološki studij pohađao je u Zagrebu i Innsbrucku, gdje je 1910. godine doktorirao.

## Akademsko i političko djelovanje
U javni život ulazi 27. svibnja 1913, kada je na skupštini izabran za potpredsjednika Hrvatskoga katoličkog narodnog saveza.
Za redovitog profesora istočnoga bogoslovlja izabran je na Bogoslovnom fakultetu u Zagrebu 1925 godine.
Bio je urednik zagrebačkih Novina i Narodne politike, urednik katoličkoga dnevnog lista Hrvatska straža, istaknuti sudionik Hrvatskoga katoličkog pokreta i član Narodnoga vijeća SHS, u vrijeme ujedinjenja s Kraljevinom Srbijom.
Također, bio je osnivač, i jedan od čelnih ljudi Hrvatske pučke stranke, koja na izborima dobiva 9 mjesta. Obilazi seljake diljem zemlje, i poznat je po brizi za njihove probleme. U vremenu od 1931. do 1937. godine izdao je niz kalendara, godišnjaka, koje je nazivao Spomenicima. Bio je osnivač Društva Žumberčana, 1934. u Zagrebu. Iste godine bio je jedan od postavljača spomen-ploče hrvatskomu povjesničaru Tadiji Smičiklasu u mjestu Reštovu kraj Sošica. Bio je lokalpatriot svojega Žumberka. Njegovom je zaslugom, 1938. godine izgrađena banovinska cesta Budinjak-Sveta Jana.

## Biskupsko djelovanje
Administratorom Križevačke biskupije imenovan je 14. listopada 1941. nakon smrti Dionizija Njaradia. Za vrijeme Drugoga svjetskog rata, u nepovoljnim političkim i društvenim okolnostima i podijeljenostima Papa Pio XII. imenuje ga, bez pristanka vlasti NDH, za biskupa 16. kolovoza 1942.
Uhićen je navečer u subotu 12. svibnja 1945. u biskupskoj kuriji u Križevcima i tu je noć proveo u križevačkom zatvoru. Ujutro 13. svibnja 1945. odveden je u zatvor OZNA-e u Zagrebu gdje je bio ispitivan do 25. lipnja 1945. godine. Tada je sa skupinom ostalih uhićenika, među kojima i o. Kerubin Šegvić, dr. Ivo Guberina, Tomislav Filipović (Miroslav Majstorović), metropolit Germogen i drugi, prebačen u zatvor vojnoga suda u petrinjskoj ulici u Zagrebu. Dana 10. srpnja 1945., zbog pogoršanoga zdravlja, prevezen je u zagrebačku bolnicu Sestre milosrdnice gdje su ga predstavnici OZNA-e i Vojnog suda obavijestili da je pušten na slobodu. Ipak, u noći sa 22. na 23. kolovoza 1945., ispred njegove sobe postavljena je oružana straža koja je stalno stražarila ispred njegove sobe. Straža je povučena 30. kolovoza. Zatim mu je Vjerska komisija zabranila svako javno djelovanje te zbog toga nije mogao zarediti nove kandidate za svećenstvo. Podnio je zamolbu za umirovljenje, koju je Svetozar Rittig predao apostolskom legatu u Hrvatskoj dr. Ramiru Marconeu, prije njegova odlaska u Rim, ali odgovor nije dočekao. Preminuo je u biskupskome dvoru u Križevcima.
Pokopan je u kripti katedrale.

## Djela
- „Povijest Marčansko-svidničke eparhije i crkvene unije u jugoslavenskim zemljama” (Bogoslovska smotra, 1924.);
- Grkokatolička crkva u Jugoslaviji (Graeco-catholica Ecclesia in Jugoslavia, 1931.).

### Članci
- Bunjevac, Stipan. 2005b. Izvorni dokumenti OZNE o biskup dr. Janku Šimraku o „prekrštavanju” Srba u NDH. Glas koncila. Nadbiskupski duhovni stol - Glas Koncila. Zagreb.  (19): 25

| Prethodnik:                       | Križevački biskup (1942. – 1946.) | Nasljednik:                      |
| Dionizije Njaradi (1920. – 1940.) | Križevački biskup (1942. – 1946.) | Gabrijel Bukatko (1952. – 1981.) |